# آرش عباسی (نویسنده)
آرش عباسی، (متولد ۱۴ دی ۱۳۵۶) نویسنده، کارگردان و بازیگر تئاتر اهل ایران است.

## زندگی‌نامه
آرش عباسی تئاتر را از سال ۱۳۶۹ در دوران راهنمایی با نمایش قاب عکس خاطره‌ها آغاز کرد و همان سال جایزه بهترین بازیگر مدارس شهرستان و استان را برای این نمایش دریافت کرد. در تابستان ۱۳۷۰ برای بازی در سریال بچه های تابستان به کارگردانی عباس رنجبر و محصول شبکه دو سیما انتخاب شد و از آن زمان در زمینهٔ تئاتر، تلویزیون و سینما فعالیت می‌کند.
وی سال ۲۰۱۲ برای ادامه تحصیل در مقطع کارشناسی ارشد به ایتالیا مهاجرت کرد و تا سال ۲۰۱۵ در شهر بولونیا به تحصیل و فعالیت‌های تئاتری مشغول بود.
اولین تجربه جدی وی در مقام نویسنده فیلمنامه سریال، نگارش فصل ششم سریال پایتخت است که زیر نظر و همراه محسن تنابنده نوشته‌است. بنا بر نظر عده‌ای از منتقدان، این سریال با توجه به حواشی به وجود آمده و حرف و سخن‌های ایجاد شده پیرامون آن در بخش نگارش فیلمنامه سریال پایتخت ۶، موفقیت‌آمیز نبوده‌است. اما منتقدان دیگری هم از فیلمنامه پایتخت شش به عنوان یکی از بهترین فیلمنامه‌های فصل‌های پایتخت نام می‌برند. محسن تنابنده در گفتگو با امید روحانی می‌گوید: سطح دیالوگ نویسی پایتخت شش از همه پنج سیزن گذشته بالاتر است. .
عباسی علاوه بر نویسندگی پایتخت ۶ در قسمت پایانی این سریال در نقش کوروش دلال فوتبال بازی کرد. او کاراکتری را بازی می‌کرد که از ایتالیا آمده و قصد دارد بهتاش فریبا را جذب باشگاه یونانی پاناتینایکوس کند.

## تحصیلات
- کارشناسی نمایش با گرایش ادبیات نمایشی از دانشکده هنر و معماری دانشگاه آزاد واحد تهران؛ ۱۳۸۱
- کارشناسی ارشد رشته قواعد تئاتر discipline dello spettacolo dal vivo از دانشگاه بولونیا ایتالیا؛ ۱۳۹۵

## فعالیت
مؤسس گروه نمایش موج؛ ۱۳۷۱
رئیس انجمن نمایش ملایر ۱۳۸۰ تا ۱۳۸۲
دبیر سرویس فرهنگ و هنر روزنامه خبر بین‌الملل ۱۳۸۲تا ۱۳۸۵
مدیر روابط عمومی تئاتر شهر ۱۳۹۰ تا ۱۳۹۱
مشاور مدیر عامل و مدیر ارتباطات و اطلاع‌رسانی انجمن سینمای جوانان ایران ۱۳۹۵
قائم مقام دبیر سی و چهارمین جشنواره بین‌المللی فیلم کوتاه تهران ۱۳۹۶
عضو هیئت انتخاب بخش بین‌الملل سی و چهارمین جشنواره بین‌المللی فیلم کوتاه تهران
مشاور انتخاب آثار تئاتری و سینمایی جشنواره cuore di persia در سال ۲۰۱۶
عضو هیئت انتخاب فستیوال Mappe Milano در سال ۲۰۱۸
مدیر هنری فستیوال فیلم افق‌های ایران در رم ایتالیا اوت ۲۰۱۸
داور شانزدهمین دوره جشنواره بین‌المللی فیلم  sedicicorto international film festival ایتالیا ۲۰۱۹
نویسنده فصل ششم سریال پایتخت - نوروز ۱۳۹۹

## آثار
آرش عباسی در تئاتر به عنوان نویسنده و کارگردان:
| نام اثر                   | سال نگارش | توضیحات            |
| ------------------------- | --------- | ------------------ |
| بچه تابستان               | ۱۳۷۲      | بازیگر             |
| راه و بی راه              | ۱۳۷۳      | بازیگر             |
| انتظار                    | ۱۳۷۴      | کارگردان           |
| گربه سیاه                 | ۱۳۷۶      | نویسنده و کارگردان |
| یک سبد فحش برای شمسی خانم | ۱۳۷۸      | نویسنده و کارگردان |
| کیلومتر ۵۰                | ۱۳۸۰      | نویسنده و کارگردان |
| داستان عامه پسند          | ۱۳۸۲      | نویسنده و کارگردان |
| تهران ساعت ۲۲:۰۰          | ۱۳۸۲      | نویسنده و کارگردان |
| حرکت خون در رگ‌های خشکیده  | ۱۳۸۳      | نویسنده            |
| باد که می‌نویسد            | ۱۳۸۴      | نویسنده و کارگردان |
| نَقل سرخ                   | ۱۳۸۴      | نویسنده و کارگردان |
| زیرزمین                   | ۱۳۸۴      | نویسنده            |
| ورود خانم‌ها ممنوع         | ۱۳۸۴      | نویسنده و کارگردان |
| ورود آقایان ممنوع         | ۱۳۸۵      | نویسنده            |
| خانم                      | ۱۳۸۷      | نویسنده و کارگردان |
| پدرانه                    | ۱۳۸۷      | نویسنده            |
| غریبه                     | ۱۳۸۷      | نویسنده و کارگردان |
| پیچ تند                   | ۱۳۸۸      | نویسنده            |
| همه چیز دربارهٔ آقای "ف"   | ۱۳۸۸      | نویسنده و کارگردان |
| آفتاب از میلان طلوع میکند | ۱۳۸۹      | نویسنده و کارگردان |
| لابی                      | ۱۳۹۰      | نویسنده            |
| اگر می‌توانی مرا بگیر      | ۱۳۹۰      | نویسنده            |
| نویسنده مرده‌است           | ۱۳۹۱      | نویسنده و کارگردان |
| عبور از اتاق بسته         | ۱۳۹۱      | نویسنده            |
| پنهان                     | ۱۳۹۱      | نویسنده            |
| ماه روی پیشانی            | ۱۳۹۲      | نویسنده و کارگردان |
| عشق‌های بالدار             | ۱۳۹۴      | نویسنده            |
| پدران، مادران، فرزندان    | ۱۳۹۴      | نویسنده و کارگردان |
| هفت دقیقه                 | ۱۳۹۸      | کارگردان           |
| مولن روژ                  | ۱۳۹۸      | نویسنده            |
| پارتی                     | ۱۳۹۸      | نویسنده و کارگردان |
| سریال پایتخت ۶            | ۱۳۹۹      | نویسنده و بازیگر   |
| سریال پایتخت ۷            | ۱۴۰۳      | نویسنده            |

فیلم و سریال

نویسنده سریال پایتخت ۷ به کارگردانی سیروس مقدم ۱۴۰۳
نویسنده، کارگردان، تهیه‌کننده فیلم کوتاه ارتباط فرانسوی/ ۲۰۱۹/ ایتالیا
نویسنده، کارگردان، تهیه‌کننده فیلم کوتاه بولونیا/ ۲۰۱۸/ ایتالیا
تهیه‌کننده (به همراه حسن هندی) فیلم کوتاه ریست به کارگردان علی شمس ۱۳۸۹
نویسنده و تهیه‌کننده فیلم کوتاه شرعی به کارگردانی داریوش شهبازی ۱۳۹۷
نویسنده فیلم سینمایی گاهی به کارگردانی محمد رضا رحمانی / ۱۳۹۵
نویسنده سریال تلویزیونی ایستگاه سه راهی به کارگردانی مهدی امامی ۱۳۹۴
نویسنده تله تئاتر غریبه به کارگردانی مهدی امامی ۱۳۹۴
بازیگر فیلم تلویزیونی شب غزل به کارگردانی سعید پور شعبانی ۱۳۸۵
دستیار کارگردان در سریال خانه ای در تاریکی به کارگردانی سعید سلطانی ۱۳۸۲
دستیار کارگردان در سریال تجربه به کارگردانی سیروس حسن پور ۱۳۸۲
بازیگر در سریال تابستانی سرشار از محبت به کارگردانی عباس رنجبر ۱۳۷۱

## جوایز
- جایزه اول جشن ادبیات نمایشی ایران (ورود آقایان ممنوع) ۱۳۸۶
- متن اول، پنجمین جشنواره تئاتر ماه (باد که می‌نویسد)۱۳۸۷[۷]
- متن اول، نشان عالی رادیو، جشنواره نمایشنامه‌نویسی کلمه (باد که می‌نویسد)۱۳۸۷[۸]
- جایزه کتاب سال دفاع مقدس؛ (باد که می‌نویسد)؛ ۱۳۸۹
- جایزه کانون منتقدان جهانی تئاتر، (نمایشنامه لابی)؛ بیست‌ونهمین جشنواره بین‌المللی تئاتر فجر؛ ۱۳۸۹[۹]
- تقدیر کارگردانی برای نمایش آناکارنینا در جشنواره تئاتر فجر ۱۳۹۶